# Broken Wings: The Encore Collection
 Broken Wings: The Encore Collection é a primeira coletânea musical de Mr. Mister, lançada em 1999.

## Faixas
Todas as canções escritas por Mr. Mister e John Lang.
1. "Broken Wings" (Radio Edit)–4:39
2. "Is It Love"–3:34
3. "Stand and Deliver"–5:35
4. "Hunters of the Night" (George Ghiz)–5:10
5. "Welcome to the Real World"–4:19
6. "Something Real (Inside Me/Inside You)"–4:20
7. "The Border" - 5:40
8. "Kyrie"–4:25
9. "I Wear the Face"–4:54
10. "Life Goes On"–5:12